# NGC 5032B
NGC 5032B (другие обозначения — MCG 5-31-159, ZWG 160.165, KCPG 366A, PGC 45940) — галактика в созвездии Волосы Вероники.
Этот объект не входит в число перечисленных в оригинальной редакции «Нового общего каталога» и был добавлен позднее.